# Conamomum cylindraceum
Conamomum cylindraceum là một loài thực vật có hoa trong họ Gừng. Loài này được Henry Nicholas Ridley mô tả khoa học đầu tiên năm 1899 dưới danh pháp Amomum cylindraceum. Năm 2018, Jana Leong-Škorničková và Axel Dalberg Poulsen chuyển nó sang chi mới phục hồi là Conamomum.

## Phân bố
Loài này có trong khu vực từ Malaysia bán đảo đến phía bắc miền trung Sumatra.